# Верняки
Верняки (укр. Верняки) — село в Збаражской городской общине Тернопольского района Тернопольской области Украины.
Код КОАТУУ — 6122488202. Население по данным 2009 года составляло 179 человек
.
До 2020 года входило в Збаражский район.

## Географическое положение
Село Верняки находится на левом берегу реки Гнезна Гнилая,
выше по течению на расстоянии в 1 км расположен город Збараж,
ниже по течению на расстоянии в 2 км расположено село Черниховцы,
на противоположном берегу — село Старый Збараж.
Рядом проходит автомобильная дорога Р-43.

## История
- После 1947 года село Верняки было присоединено к селу Старый Збараж.
- 2008 год — дата восстановления села[3].

## Объекты социальной сферы
- Фельдшерско-акушерский пункт.